# Svinařov
Svinařov (Duits: Swinar) is een Tsjechische gemeente in de regio Midden-Bohemen en maakt deel uit van het district Kladno. Het dorp ligt op 6 km afstand van de stad Kladno.
Svinařov telt 745 inwoners (2023).

## Geschiedenis
De eerste schriftelijke vermelding van het dorp dateert van 1325.
Sinds 1960 is Svinařov een zelfstandige gemeente binnen het district Kladno.

## Verkeer en vervoer

### Autowegen
Er leiden diverse regionale wegen naar het dorp.

### Spoorlijnen
Er is geen spoorlijn of station in het dorp. Het dichtstbijzijnde station is Kamenné Žehrovice. Dat station ligt op 5 km afstand van Svinařov aan spoorlijn 120 Praag - Rakovník.

### Buslijnen
Er is één gelijknamige bushalte in het dorp. Die halte wordt bediend door lijn 399 Veleslavín - Slaný.

## Galerĳ

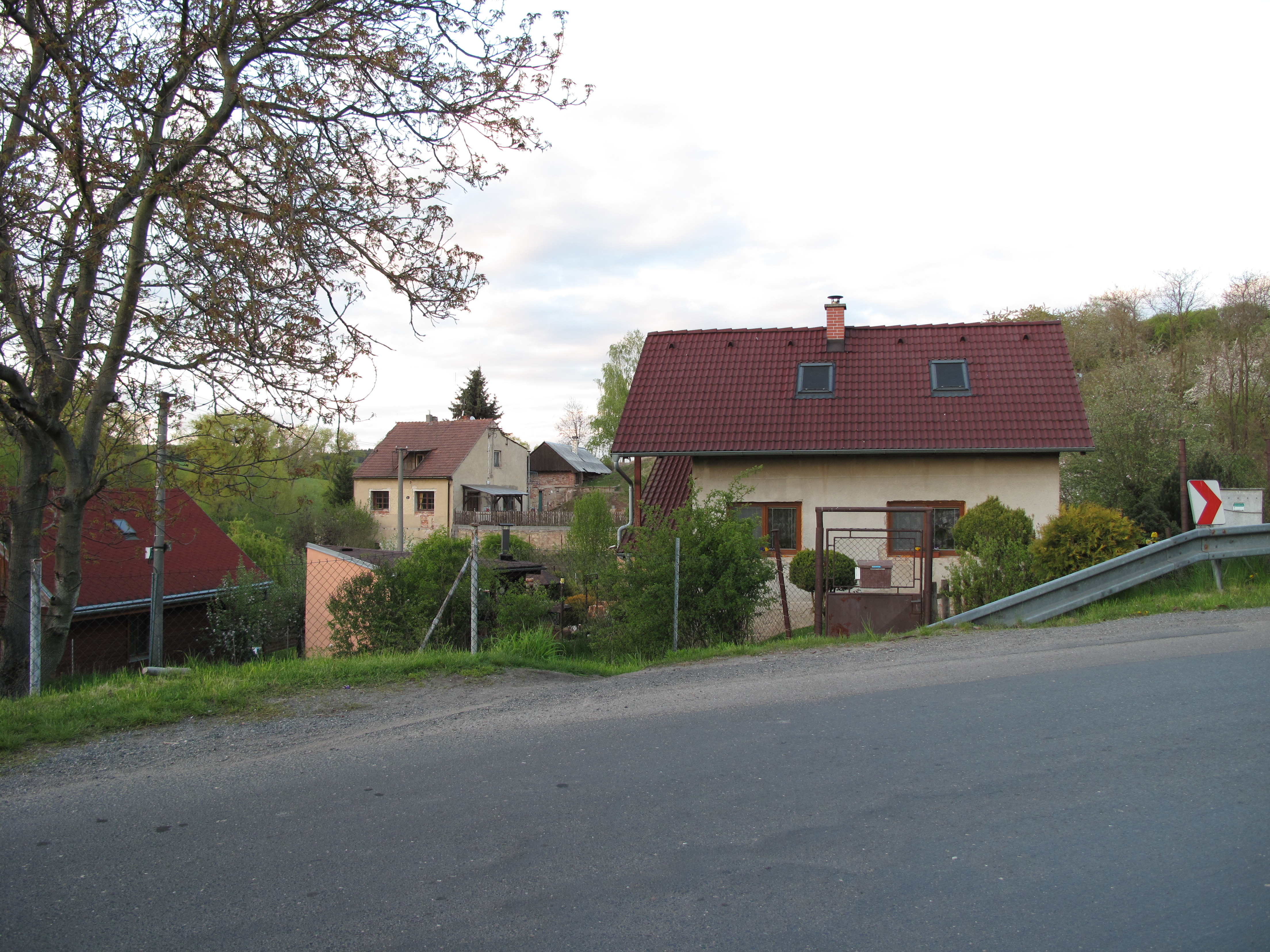
Huizen in Svinařov
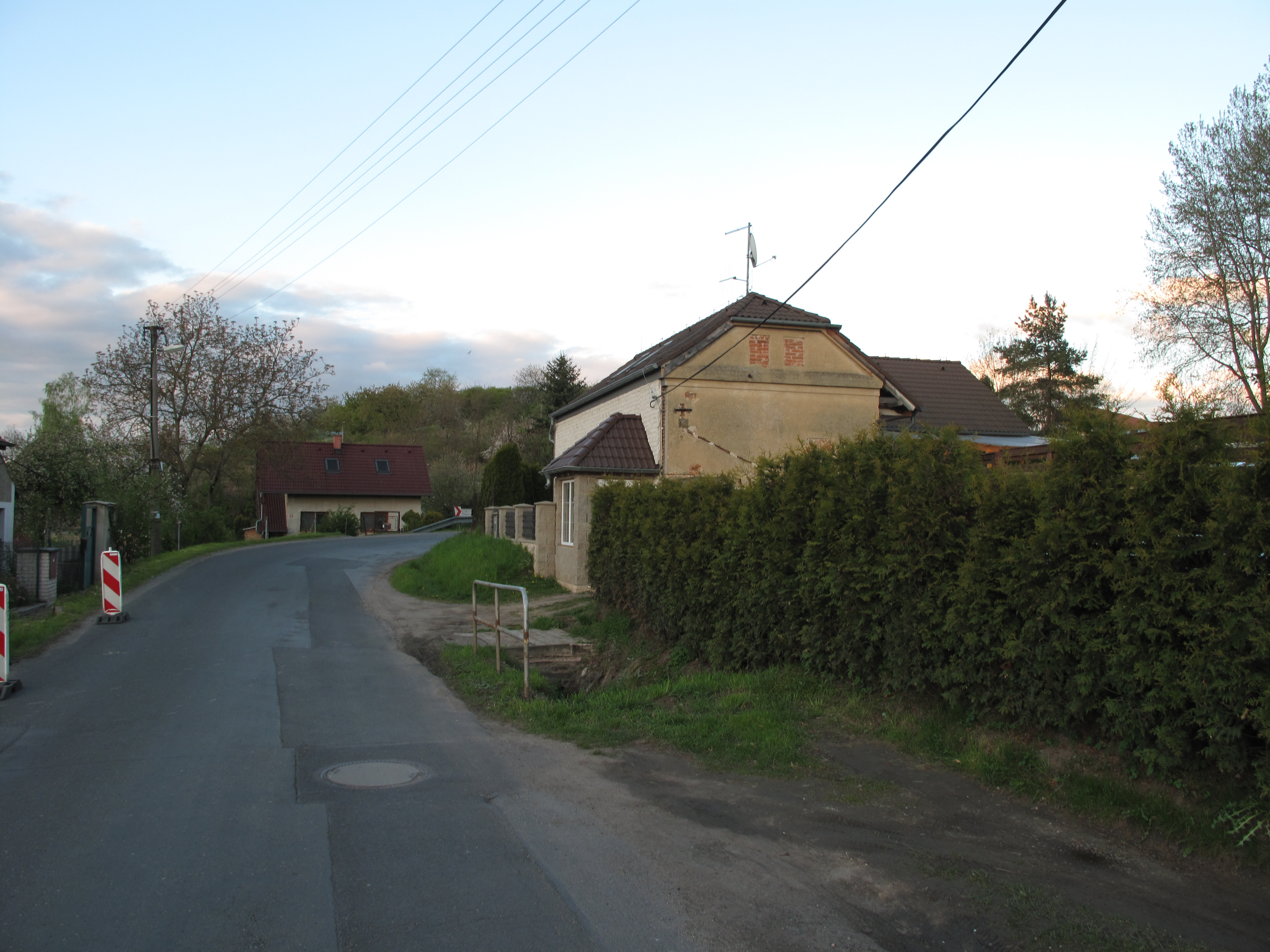
Straat in Svinařov